# St. Maria Magdalena (Padberg)

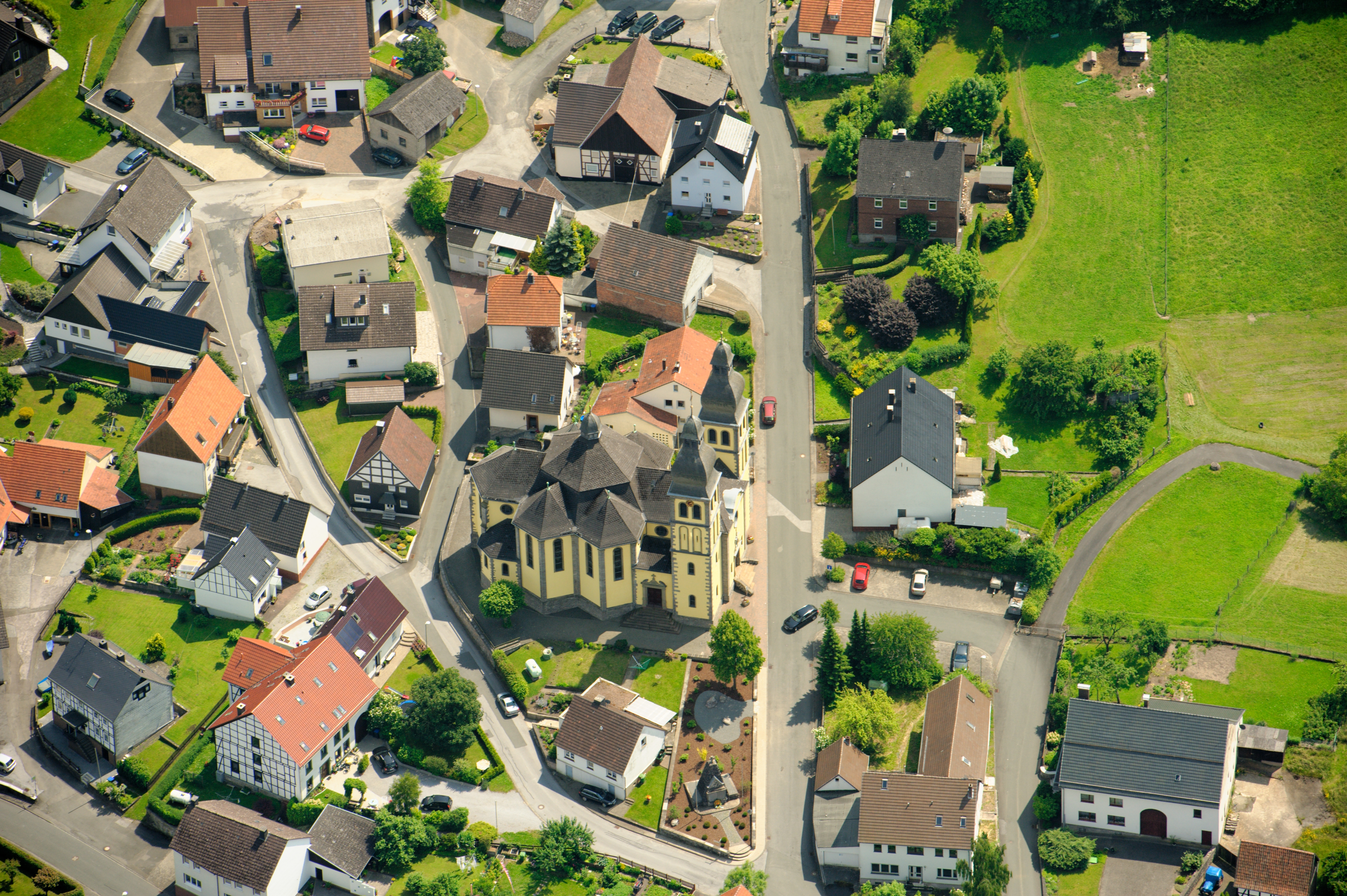
Luftaufnahme von St. Maria Magdalena

St. Maria Magdalena, umgangssprachlich auch Padberger Dom genannt, ist eine denkmalgeschützte römisch-katholische Pfarrkirche im Marsberger Ortsteil Padberg. Sie liegt auf dem Kötterberg in der gleichnamigen Straße.

## Geschichte

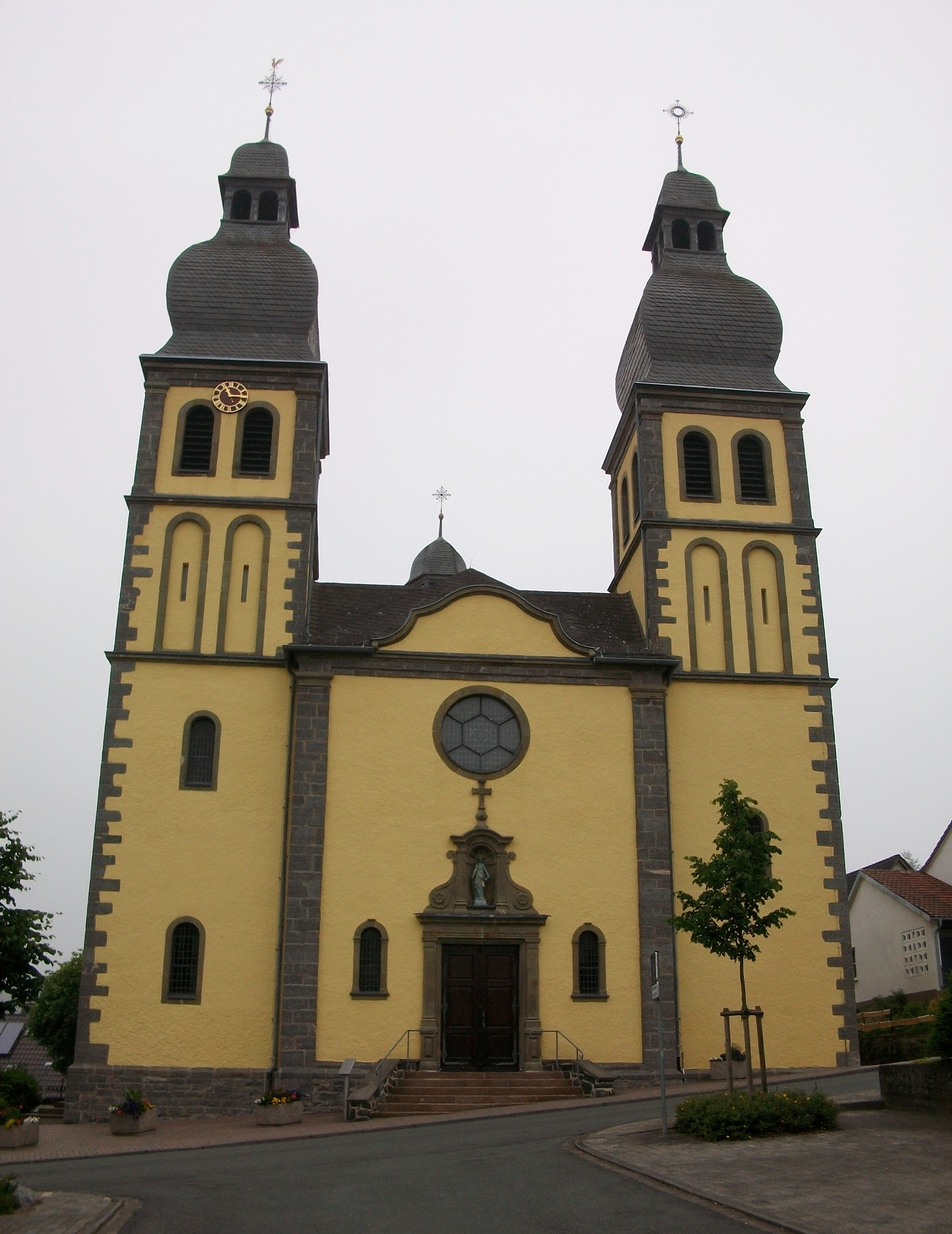
Haupteingang

Zu Beginn des 20. Jahrhunderts stimmte der Patronatsherr Graf Wilhelm Droste zu Vischering der Ersetzung der alten, baufälligen St.-Peters-Kirche durch einen Neubau im Barockstil, unter Übernahme der Inneneinrichtung mit den Barockaltären, zu. Mit der Planung wurde der Paderborner Architekt Franz Mündelein beauftragt. Die Bauausführung übernahm der Marsberger Bauunternehmer H. Tegethoff.
Am 16. Juli 1911 erfolgte die Grundsteinlegung und am 12. November 1912 die Segnung der Kirche durch Dechant Brockmann. Die feierliche Kirchweihe durch Bischof Karl Joseph Schulte erfolgte 1915.
Die im Neobarockstil errichtete Kirche wurde den prachtvollen Barockaltären angepasst. Der sechseckige Grundriss der Kirche wird von Kapellenbauten im 3/6-Schluss begleitet. Zwischen der Doppelturmfassade liegt ein kurzes, zweijochiges Langhaus mit seitlichen Eingangsjochen. Die Türme weisen barocke Akzente auf.
Bei einer Renovierung in den Jahren 1973 bis 1975 wurde die zuvor hellgraue Außenfarbe der Kirche durch die ursprünglich gelbe Farbe ersetzt.
Die Barockaltäre stammen aus der Bildhauerwerkstatt von Heinrich Papen aus Giershagen; der Hochaltar stammt aus dem Jahr 1670, wie auch der Taufstein mit Alabastersäulen. Der Marienaltar mit dem Alabasterrelief der hl. Maria sowie den Sandsteinfiguren der hl. Agatha und des hl. Antonius wurde 1736 fertiggestellt.
Die älteste der fünf Glocken trägt die Jahreszahl 1684.

## Bildergalerie

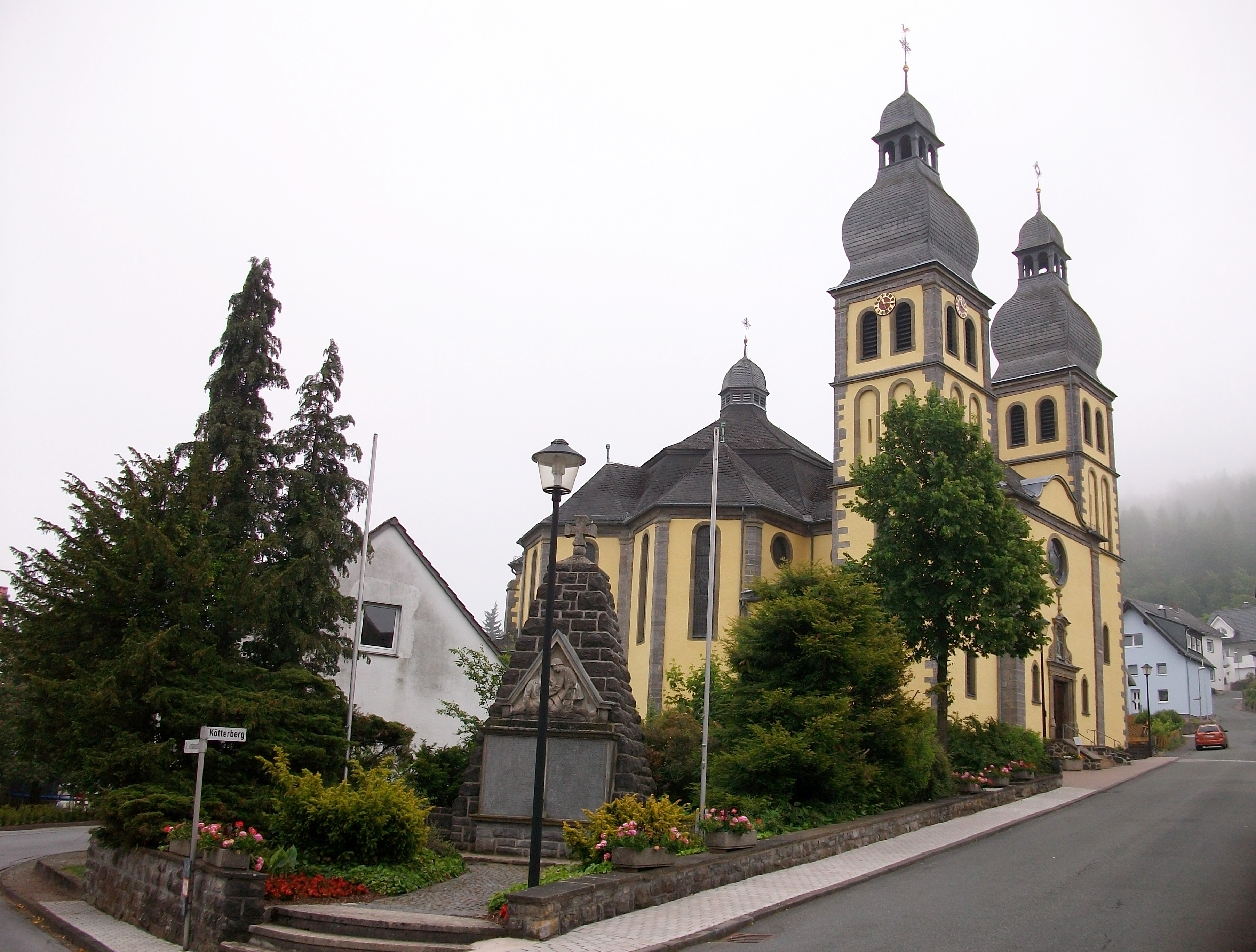
St. Maria Magdalena
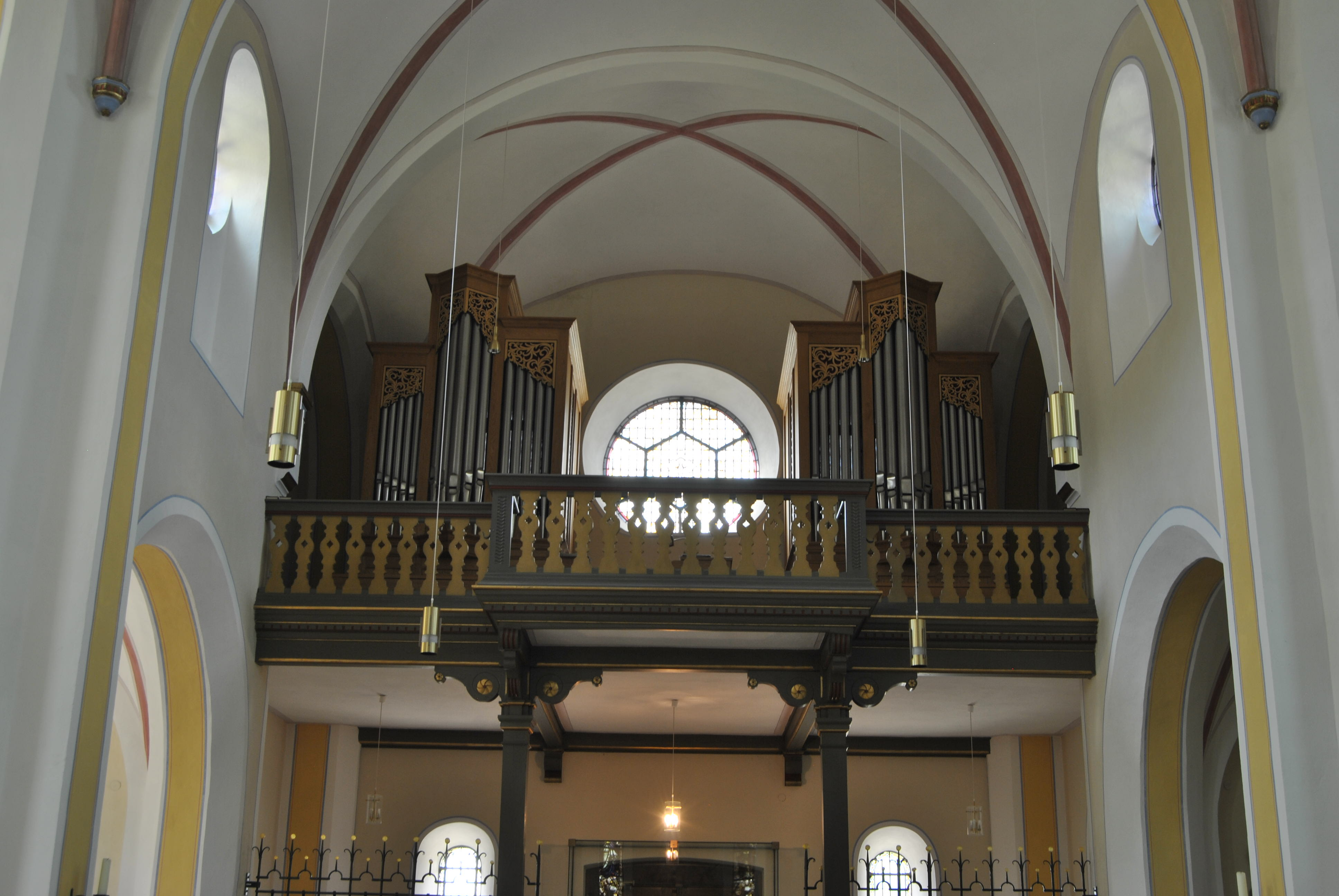
Orgel
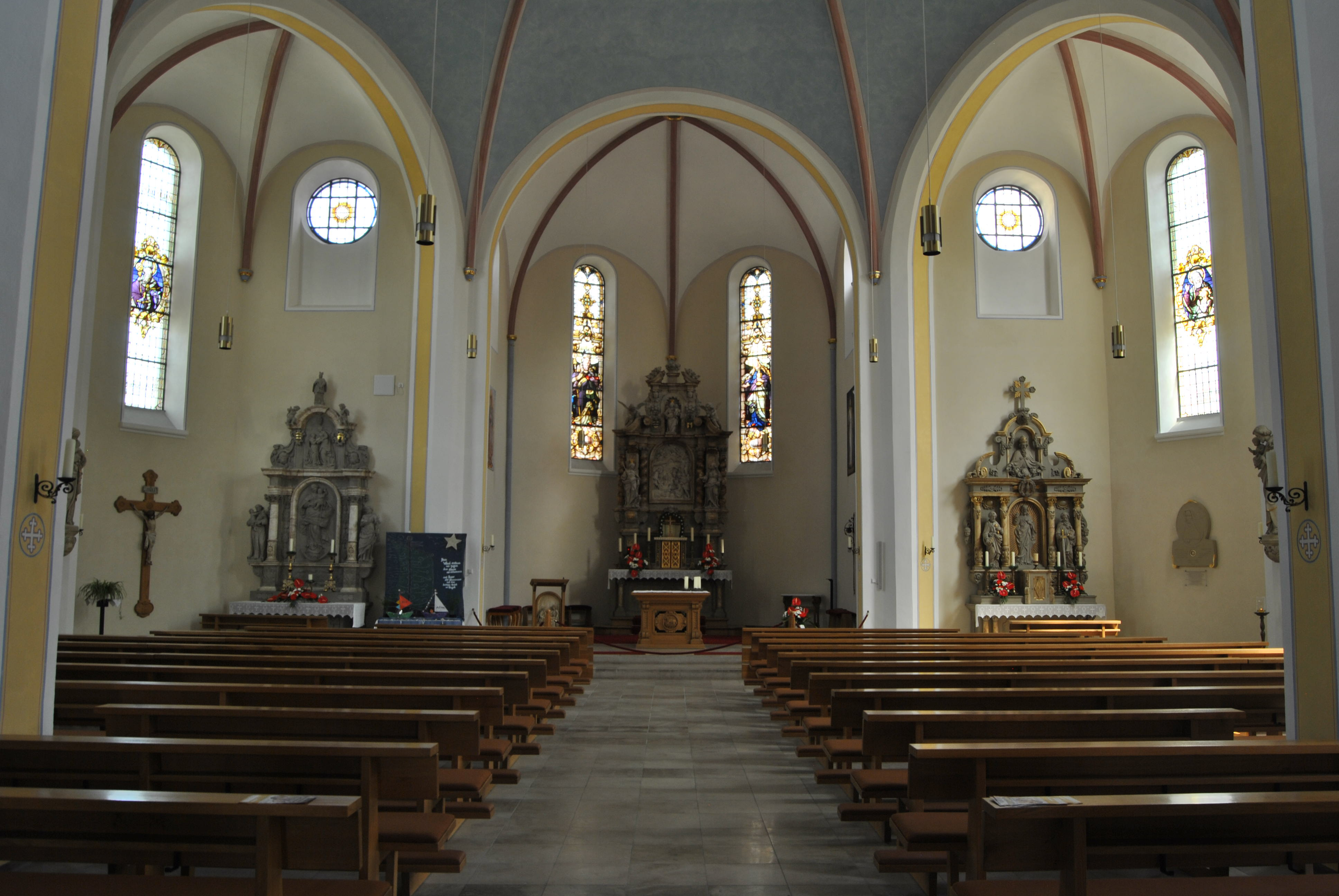
Altar
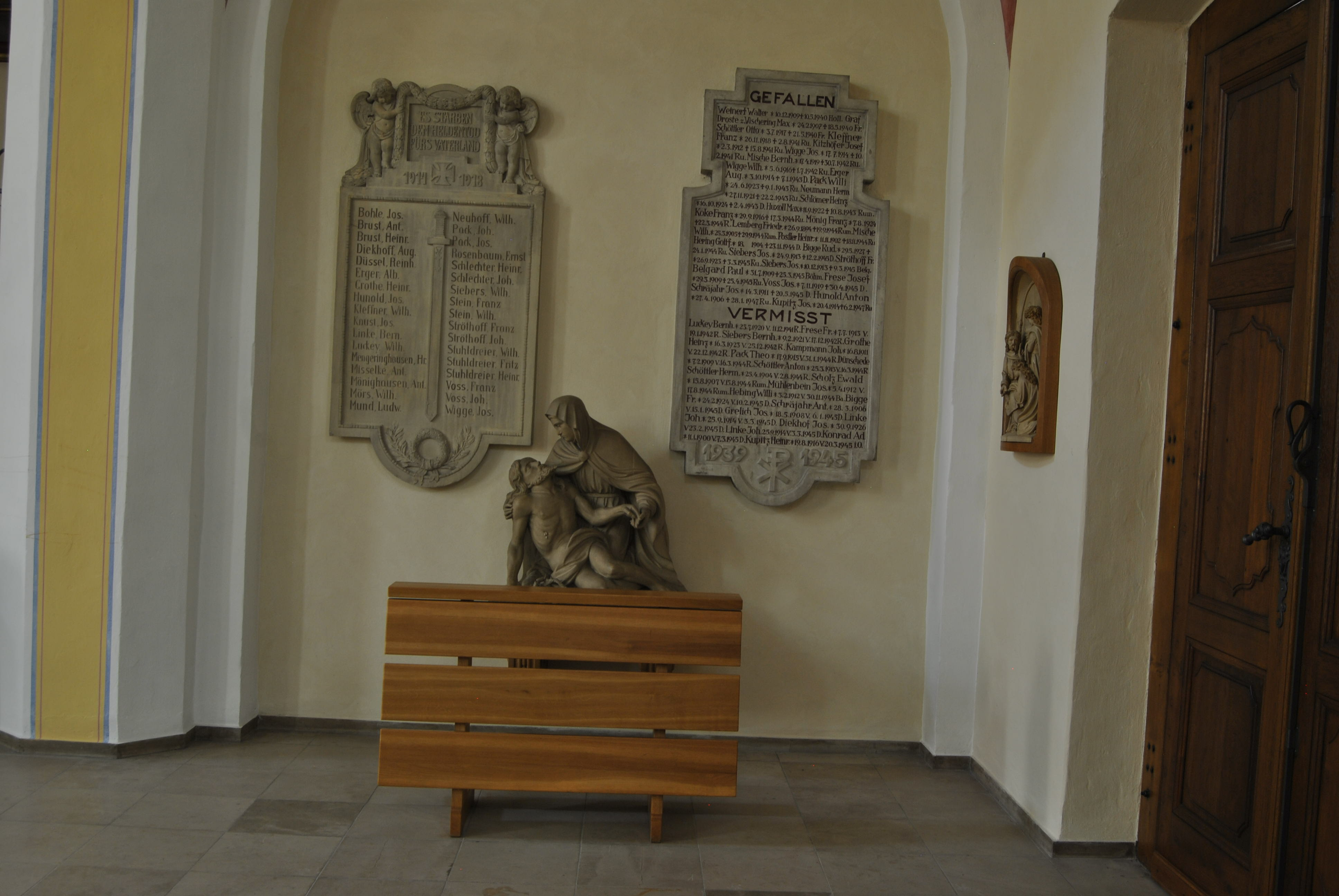
Kriegerehrenmal
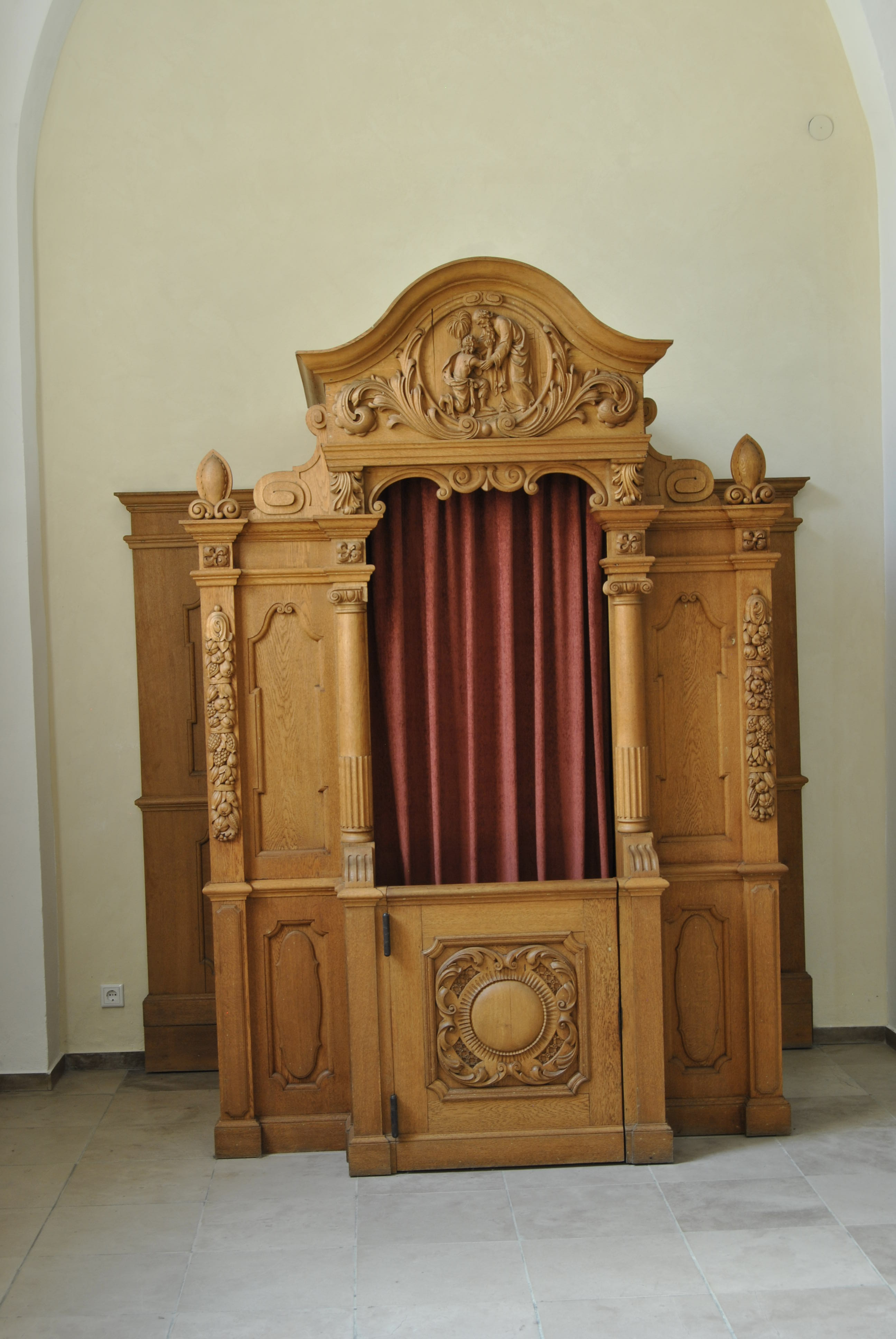
Beichtstuhl